# Nightcrawlers (Zona crepusculară)
Păsări de noapte (titlu original: Nightcrawlers) este al treilea segment și ultimul al celui de-al patrulea episod al sezonului I al serialului Zona crepusculară din 1985. A avut premiera la 18 octombrie 1985. Este regizat de William Friedkin după un scenariu de Philip DeGuere pe baza unei povestiri de Robert R. McCammon.

## Introducere
Nicio narațiune.

## Prezentare
Un veteran al războiului din Vietnam povestește ororile prin care a trecut  unui ofițer de poliție și alor clienți dintr-un bar, în timp ce afară este o furtună puternică. Un polițist, sceptic, refuză să îl lase să plece în starea în care este pentru că se teme că veteranul va provoca vreun accident pe autostradă. Dar realitatea este mult mai întunecată, iar când veteranul devine inconștient fantome ale războiului încep să deschidă focul în zonă ....

## Concluzie
Nicio narațiune.